# Saurauia meridensis
Saurauia meridensis là một loài thực vật có hoa trong họ Dương đào. Loài này được Steyerm. miêu tả khoa học đầu tiên năm 1952.